# Idol × Senshi Miracle Tunes!
 (février 2021).
Si vous disposez d'ouvrages ou d'articles de référence ou si vous connaissez des sites web de qualité traitant du thème abordé ici, merci de compléter l'article en donnant les références utiles à sa vérifiabilité et en les liant à la section « Notes et références ».
Idol × Senshi Miracle Tunes! (アイドル×戦士 ミラクルちゅーんず!, Aidoru Senshi Mirakuru Chūnzu!) est une série télévisée japonaise de type Tokusatsu. Elle est la première série de la franchise Girls × Heroine!.
En 2018, la série a été adaptée en Europe sous le nom de Idol x Warrior Miracle Tunes! .

## Synopsis
Le Royaume de la Musique, un monde harmonieux gardien de la musique, contient des gemmes en forme de note appelées Joyaux sonores; les Joyaux sonores produisent ensemble le « Chant des Bénédictions », une mélodie puissante qui purifie et apaise le cœur des gens. Cependant, ils sont volés par le Roi Démon, qui les corrompt en joyaux négatifs et plonge le Royaume de la Musique dans l’obscurité. Grâce au Dokudoku-dan, les sbires du Roi Démon, les joyaux négatifs sont utilisés pour transformer les humains en bijoutiers négatifs. L’aura négative propagée par les bijoutiers négatifs permet au Roi Démon de composer son « Chant des Ténèbres » pour conquérir le monde humain. Afin de récupérer les Joyaux sonores, la déesse du Royaume de la Musique envoie les Rythmes féeriques (妖精リズムズ, Yōsei Rizumuzu) Poppun, Rockie, et Clanosuke dans le monde des humains pour demander de l’aide.
Dans le monde des humains, Kanon Ichinose et Fuka Tachibana auditionnent pour faire partie d’un nouveau groupe d’idols appelé Miracle² avec Mai Kanzaki, qui a également été partiellement tenu de recruter des Idol Warriors pour aider Mai à récupérer les joyaux sonores. Miracle² est plus tard rejoint par les sœurs Akari et Hikari Shiratori du groupe de filles américaines KariKari. Devenant Miracle Tunes, les filles se battent pour purifier les bijoux négatifs dans leurs formes originales pour arrêter le Roi Démon. Comme la magie utilise de l'énergie d'harmonie, Miracle² doit récolter l’énergie en jouant comme des idoles dans leur vie quotidienne.

## Personnages
- Kanon Ichinose (一ノ瀬 カノン, Ichinose Kanon?)
- Mai Kanzaki (神咲 マイ, Kanzaki Mai?)
- Fuka Tachibana (橘 フウカ, Tachibana Fūka?)
- Akari Shiratori (白鳥 アカリ, Shiratori Akari?)
- Hikari Shiratori (白鳥 ヒカリ, Shiratori Hikari?)

## Distribution
- Asaka Uchida (内田 亜紗香, Uchida Asaka?) : Kanon Ichinose (一ノ瀬 カノン, Ichinose Kanon?)
- Suzuka Adachi  (足立 涼夏, Adachi Suzuka?) : Mai Kanzaki (神咲 マイ, Kanzaki Mai?)
- Yuzuha Oda (小田 柚葉, Oda Yuzuha?) : Fuka Tachibana (橘 フウカ, Tachibana Fūka?)
- Rina Usukura (薄倉 里奈, Usukura Rina?) : Akari Shiratori (白鳥 アカリ, Shiratori Akari?)
- Mio Nishiyama (西山 未桜, Nishiyama Mio?) : Hikari Shiratori (白鳥 ヒカリ, Shiratori Hikari?)